# Biblioteca comunale Ariostea
La Biblioteca comunale Ariostea est une bibliothèque communale italienne située dans le Palazzo Paradiso (en) dans le centre de Ferrare en Émilie-Romagne.
Elle est célèbre et est nommée ainsi car elle conserve des manuscrits liés à l'Arioste. À l'intérieur du palais se trouve également la tombe de l'écrivain.

## Histoire

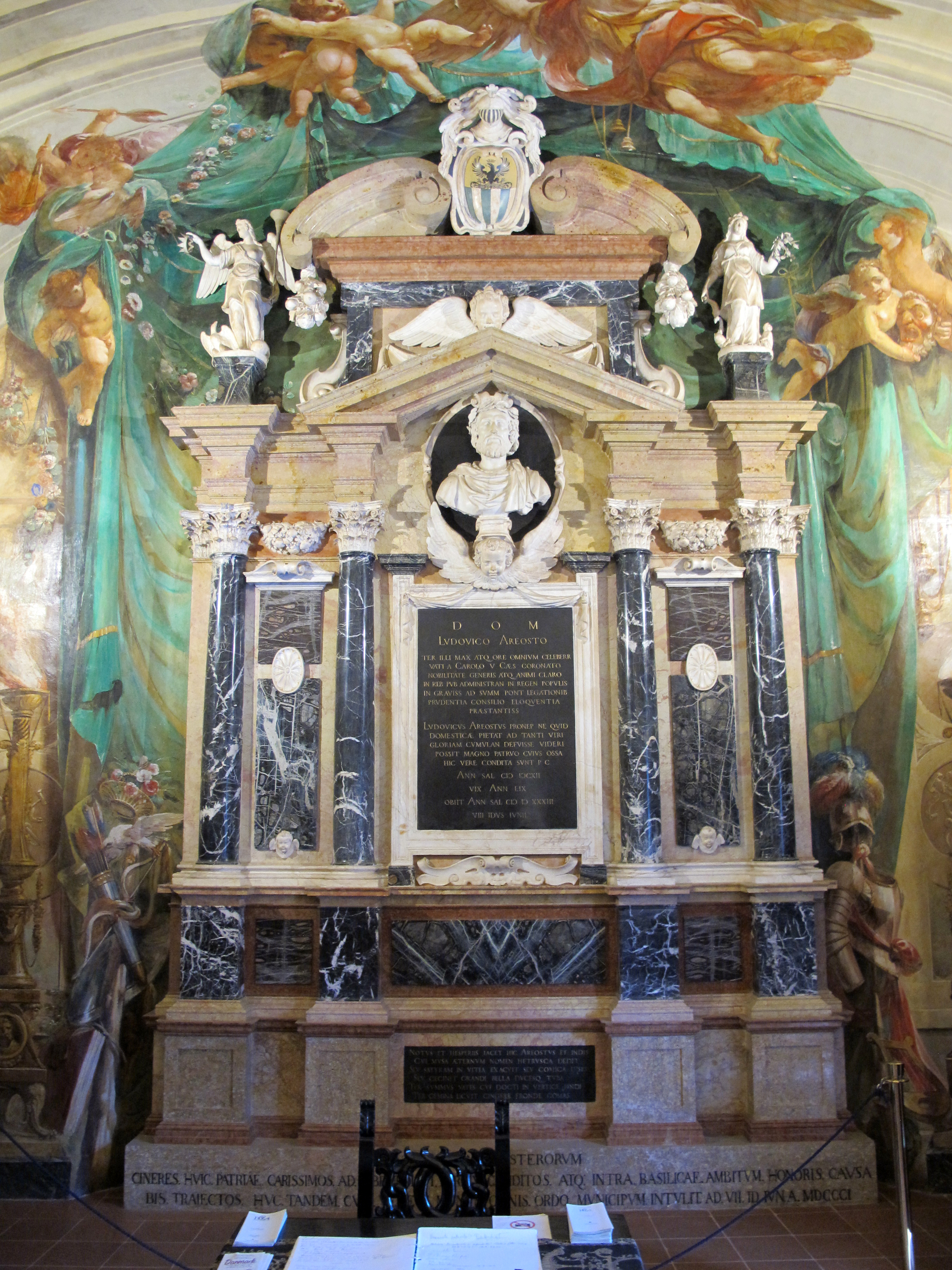
Mausolée de L'Arioste

Le Palazzo Paradiso est construit en 1391 pour servir de palais aux membres de la maison d'Este. En 1567, le bâtiment est loué par le cardinal Hippolyte d'Este pour devenir un lieu d'études universitaires. C'est ici que sera ainsi diplômé Paracelse. Au XVIIe siècle, à la suite d'une intervention de Giovan Battista Aleotti, la tour de l'horloge et la porte en marbre sont construites et le palais reçoit ainsi son aspect actuel.
La bibliothèque est fondée en 1750-1753. Les étagères et l'architecture intérieure sont de Gaetano Barbieri, et le plafond a été décoré par Giuseppe Facchinetti, Giacomo Filippi et Alessandro Turchi. La bibliothèque est réaménagée en 1801 comme en témoigne une plaque apposée dans la salle de lecture, est consacrée aux manuscrits et publications liés aux écrivains locaux tels que, entre autres, L'Arioste, Le Tasse, Vincenzo Monti ou Corrado Govoni. La collection compte près de 400 000 objets.
La bibliothèque occupe un bâtiment adjacent au ghetto juif de Ferrare. La salle de lecture restaurée est désormais dédiée au bibliophile Giovanni Maria Riminaldi. L'Université de Ferrare a été déplacée en 1963 du bâtiment, tandis que la bibliothèque y est toujours située.